# Milliliter
| Grotere en kleinere eenheden | Grotere en kleinere eenheden            | Grotere en kleinere eenheden |
| factor                       | naam                                    | symbool                      |
| ---------------------------- | --------------------------------------- | ---------------------------- |
| 10−3                         | milliliter of cc                        | ml                           |
| 10−2                         | centiliter                              | cl                           |
| 10−1                         | deciliter                               | dl                           |
| 1                            | liter                                   | l                            |
| 102                          | hectoliter                              | hl                           |
| 103                          | kiloliter, stère, kuub of kubieke meter | kl, m3                       |

Een milliliter (symbool mL of ml) is een volume-eenheid die gedefinieerd is als één duizendste van een liter.
Hoewel de liter - en dus ook de milliliter - geen officiële SI-eenheid is, is het gebruik toegestaan in veel landen op verpakkingen van vloeibare levensmiddelen.
De SI-eenheid die gelijk is aan de milliliter is de kubieke centimeter: cm3.
Dit laatste wordt, vooral bij vermeldingen van cilinderinhouden van verbrandingsmotoren, vaak afgekort als cc.